# Nghệ thuật hậu hiện đại

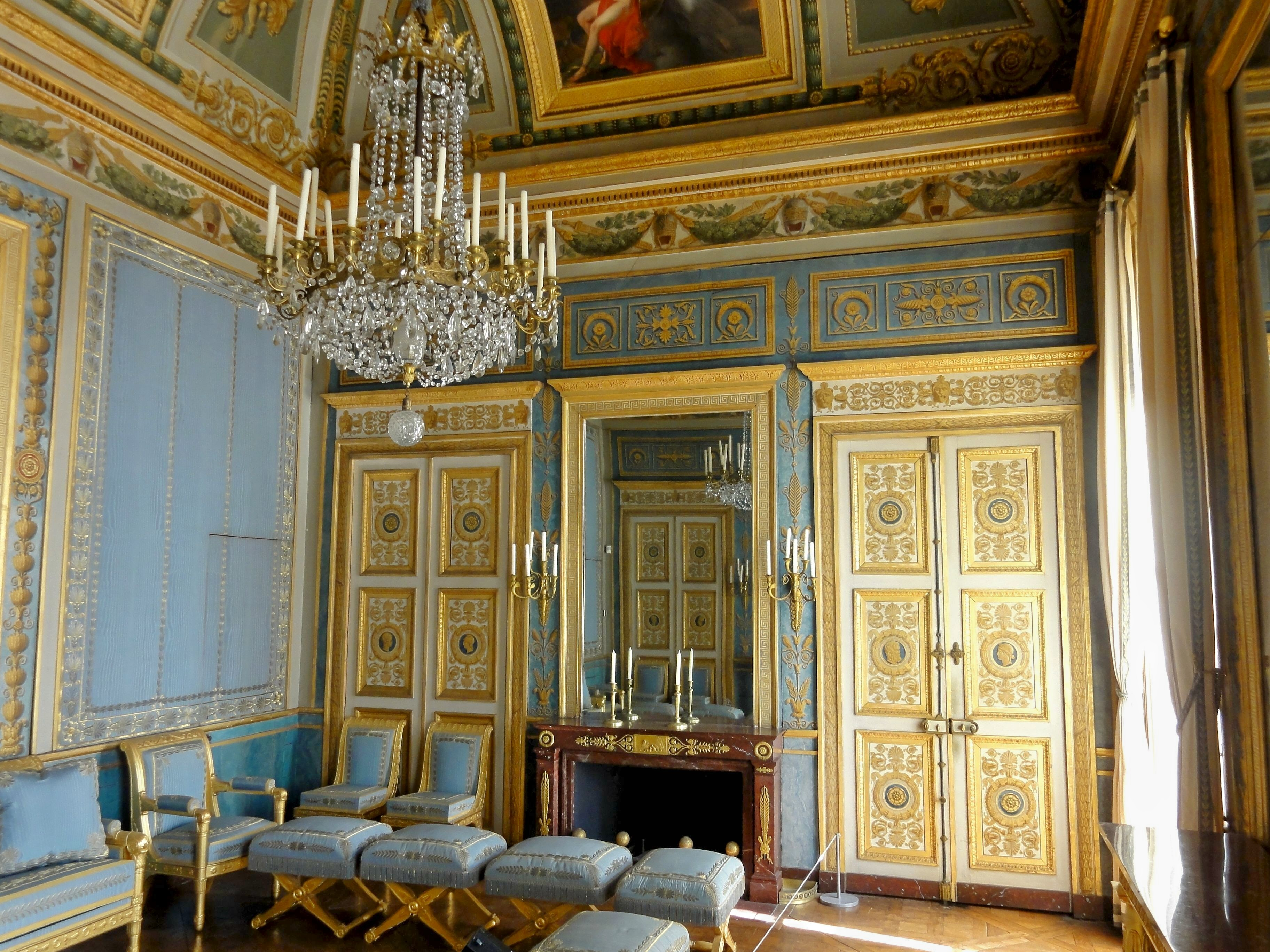
Kiến trúc nội thất kiểu nghệ thuật hậu hiện đại

Nghệ thuật hậu hiện đại là một tập hợp của các phong trào nghệ thuật tìm cách mâu thuẫn với một số khía cạnh của chủ nghĩa hiện đại hoặc một số khía cạnh xuất hiện hoặc phát triển sau hậu quả của nó. Nói chung, các phong trào như trung gian, nghệ thuật sắp đặt, nghệ thuật khái niệm và đa phương tiện, đặc biệt liên quan đến video được mô tả là hậu hiện đại. Có một số đặc điểm cho thấy nghệ thuật là hậu hiện đại; bao gồm bricolage, sử dụng văn bản nổi bật như yếu tố nghệ thuật trung tâm, cắt dán, đơn giản hóa, chiếm đoạt, nghệ thuật trình diễn, tái chế các phong cách và chủ đề trong quá khứ hiện đại, cũng như phá vỡ rào cản giữa mỹ thuật và nghệ thuật cao cấp; và giữa nghệ thuật thấp và văn hóa đại chúng.

## Sử dụng thuật ngữ
Thuật ngữ chủ yếu cho nghệ thuật được sản xuất từ những năm 1950 là " nghệ thuật đương đại ". Không phải tất cả các nghệ thuật được coi là nghệ thuật đương đại là hậu hiện đại, và thuật ngữ rộng hơn bao gồm cả các nghệ sĩ tiếp tục làm việc trong các truyền thống hiện đại và hiện đại muộn, cũng như các nghệ sĩ từ chối chủ nghĩa hậu hiện đại vì những lý do khác. Arthur Danto cho rằng "đương đại" là thuật ngữ rộng hơn và các đối tượng hậu hiện đại đại diện cho một "tiểu mục" của phong trào đương đại. Một số nghệ sĩ hậu hiện đại đã tạo ra những đột phá đặc biệt hơn từ những ý tưởng của nghệ thuật hiện đại và không có sự đồng thuận nào về "hiện đại muộn" và "hậu hiện đại" là gì. Ý tưởng bị từ chối bởi thẩm mỹ hiện đại đã được thiết lập lại. Trong hội họa, chủ nghĩa hậu hiện đại giới thiệu lại. Một số nhà phê bình cho rằng phần lớn nghệ thuật "hậu hiện đại" hiện nay, chủ nghĩa tiên phong mới nhất, vẫn nên được phân loại là nghệ thuật hiện đại.